# Eckartsberga Keller Gartenstraße
Eckartsberga Keller Gartenstraße este o arie protejată (arie specială de conservare — SAC, sit de importanță comunitară — SCI) din Germania întinsă pe o suprafață de 0,01 ha, integral pe uscat.

## Localizare
Centrul sitului Eckartsberga Keller Gartenstraße este situat la coordonatele 51°07′27″N 11°33′39″E / 51.1242°N 11.5608°E.

## Înființare
Situl Eckartsberga Keller Gartenstraße a fost declarat sit de importanță comunitară în martie 2004 pentru a proteja 1 specie de animale. Situl a fost protejat și ca arie specială de conservare în octombrie 2010.

## Biodiversitate
Situată în ecoregiunea continentală, aria protejată nu include niciun habitat protejat.
La baza desemnării sitului se află o specie protejată de  mamifere: liliacul mic cu potcoavă (Rhinolophus hipposideros)